# Carlos Alberto Torres
Carlos Alberto "Capita" Torres (normalt bare kendt som Carlos Alberto, tredje Captain) (født 17. juli 1944 i Rio de Janeiro, død 25. oktober 2016) var en brasiliansk fodboldspiller og fodboldtræner, der som anfører blev verdensmester med det brasilianske landshold ved VM i 1970. Han spillede på klubplan for blandt andet Fluminense, Santos FC og Flamengo.
Carlos Alberto blev i 2004 udvalgt til FIFA 100, en kåring af de 125 bedste nulevende fodboldspillere gennem historien.